# 拉斯皮納斯市

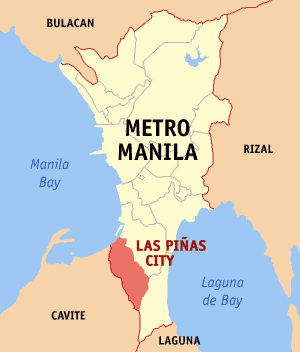

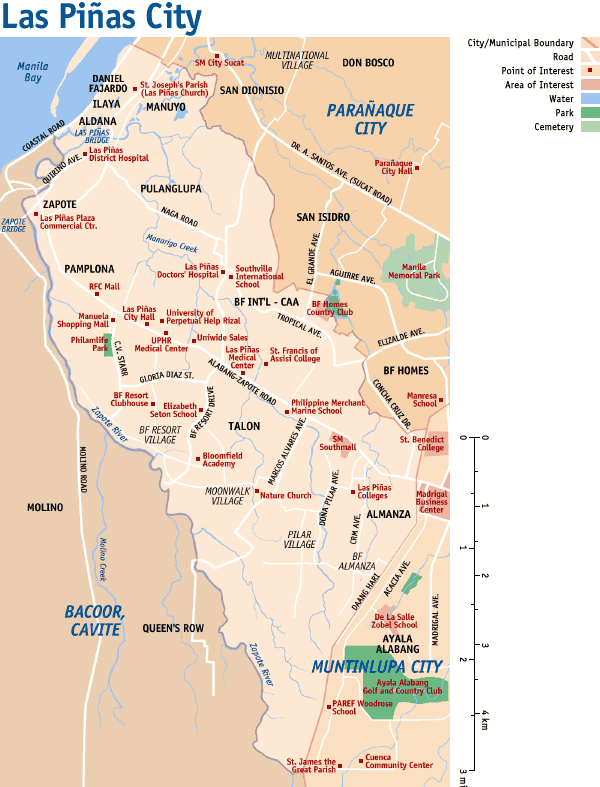
拉斯皮納斯市簡介圖

拉斯皮納斯，菲律賓華人译作拉示賓迎斯或拉斯賓迎斯（闽南语白話字：La-si Pin-ngiâ-si），為馬尼拉大都會的城市，居民有472,780人（2000年人口調查）；過半的土地闢為住宅區，其餘為商業區、工業區和專業機構用途等。
拉斯皮納斯市於西班牙殖民時代（1521年至1821年）為一座小漁港且製鹽和販售鳳梨的中心，爾後發展成馬尼拉大都會內重要的住商工區域，曾榮獲聯合國《Global 500 Roll of Honour of the United Nations Environment Programme》（UNEP）及菲律賓中央政府《Clean and Green Hall of Fame》之嘉獎，是首都區內市容和環境最乾淨之城市。在城市競爭力方面，與馬卡迪市、文珍俞巴市、馬利金納市等齊名。
近年市內有一座新開發、面積達205,120平方公尺的大型購物中心－SM City Southmall即將於2011年開幕，與市政廳距離甚近。

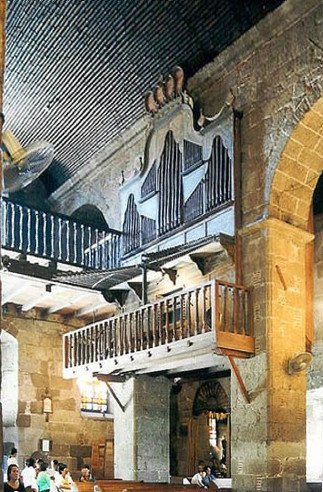
聖約瑟夫教堂內的Las Piñas Bamboo Organ石牆式藝術作品

## 外部連結
- 拉斯皮納斯市官方網站 （页面存档备份，存于）

14°38′N 121°2′E / 14.633°N 121.033°E